# Autavaux

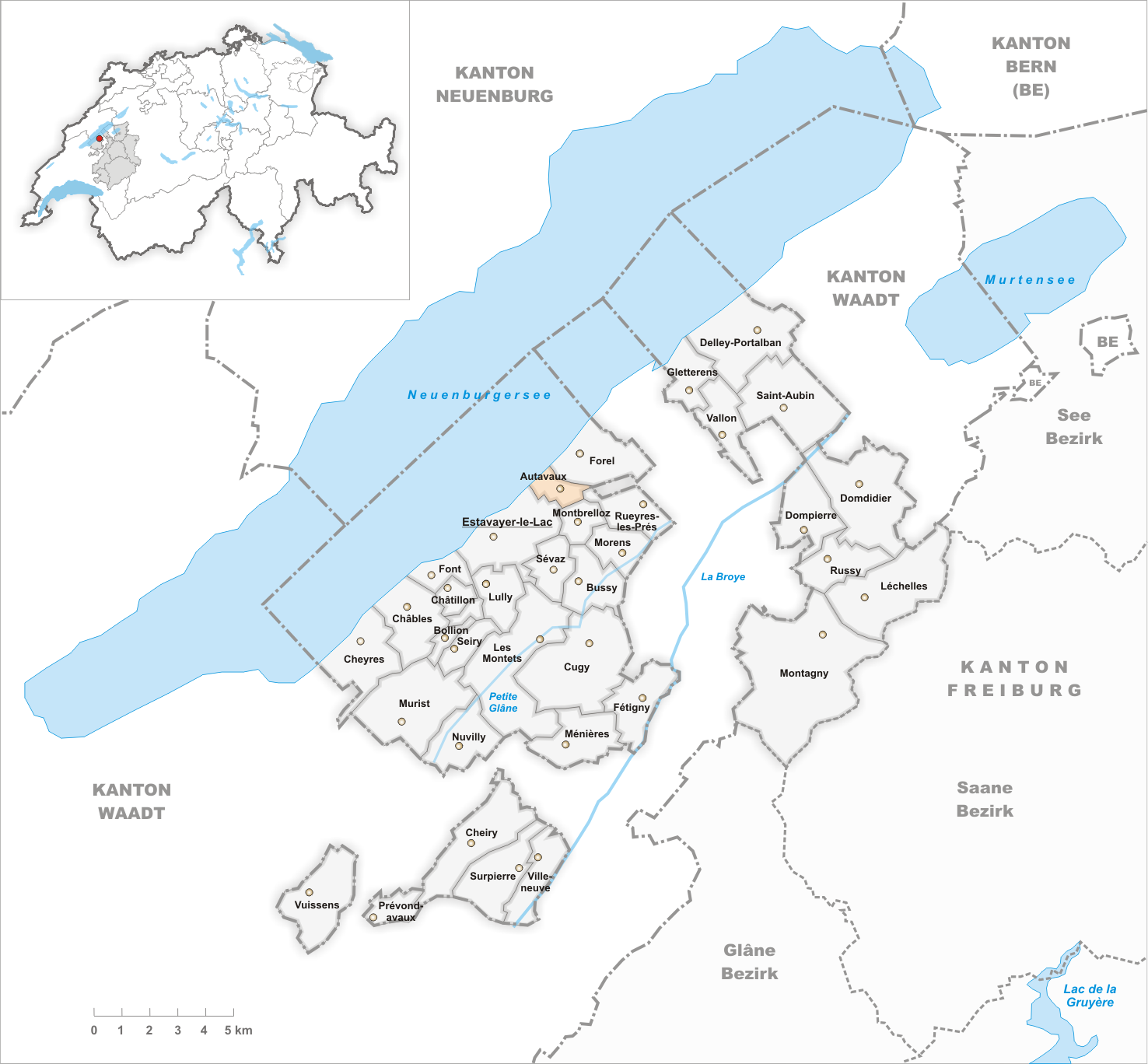
Gemeindestand vor der Fusion am 1. Januar 2006

Autavaux ist eine Ortschaft und früher selbständige politische Gemeinde im Broyebezirk des Kantons Freiburg in der Schweiz. Mit Wirkung auf den 1. Januar 2006 wurde Autavaux mit Montbrelloz und Forel (FR) zur neuen Gemeinde Vernay zusammengeschlossen. Seit 2017 gehört das Dorf zur Gemeinde Estavayer.

## Geographie
Autavaux liegt etwa drei Kilometer (Luftlinie) nordöstlich von Estavayer-le-Lac entfernt und befindet sich in der gleichnamigen Exklave. Es überragt den Neuenburgersee ein wenig hinterhalb der angrenzenden Felsen.
- Höchster Punkt: 493 m
- Tiefster Punkt: 429 m

## Bevölkerung
Das Dorf zählt 229 Einwohner (2005). Die Bevölkerung ist überwiegend französischsprachig. 75 % der Bevölkerung ist römisch-katholisch und etwa 20 % protestantisch.
Einwohnerzahlen: Volkszählungsdaten

## Wirtschaft
Ca. 50 % der Arbeitnehmer sind in der Landwirtschaft (Getreide- und Futtermittelbau sowie Rindviehzucht) tätig. Weitere 30 % arbeiten im Dienstleistungssektor und 20 % in Industrie und Gewerbe. Seit dem Ende des 20. Jahrhunderts hat sich Autavaux auch zu einer Wohngemeinde entwickelt.

## Verkehr
Autavaux ist von der Hauptstrasse 152, die Estavayer-le-Lac mit Villars-le-Grand verbindet, leicht erreichbar. Der nächste Anschluss an die von Bern nach Lausanne verlaufende Autobahn A1 ist ca. 5 km vom Dorf entfernt. Durch eine Buslinie der Transports publics Fribourgeois, die von Estavayer-le-Lac nach Gletterens verkehrt, ist Autavaux an das Netz des öffentlichen Verkehrs angebunden.

## Geschichte
Autavaux wird schriftlich um 1350 zum ersten Mal erwähnt.
Zwei Ufersiedlungen sind seit dem 19. Jahrhundert bekannt, eine aus dem Neolithikum, eine zweite, bedeutendere, aus der Spätbronzezeit. In dieser La Crasaz II genannten Grabungsstätte wurden Bronzeobjekte entdeckt, die zu einem aus Etrurien oder Latium eingeführten zweirädrigen Wagen gehören. Das Dorf unterstand 1350 der Herrschaft Estavayer (deutsch Stäffis). 1504 leisteten die Dorfgenossen Philipp von Stäffis den Untertaneneid. Von 1536 an gehörte Autafond zur Vogtei, 1798–1848 zum Bezirk Estavayer, bevor es 1848 mit der neuen Kantonsverfassung in den Broyebezirk eingegliedert wurde.
Mit Wirkung auf den 1. Januar 2006 wurde Autavaux mit Montbrelloz und Forel (FR) zur neuen Gemeinde Vernay zusammengeschlossen. Seit 2017 gehört das Dorf zur Gemeinde Estavayer.